# 鸡爪草
鸡爪草（学名：[Calathodes oxycarpa] 错误：{{Lang}}：文本有斜体标记（帮助））为毛茛科鸡爪草属下的一个种。

## 扩展阅读
- 維基物種上的相關：鸡爪草